# Rudnik (gmina Wełes)
Rudnik (mac. Рудник) – wieś w centralnej Macedonii Północnej, administracyjnie i terytorialnie należąca do gminy Wełes. W 2002 roku liczyła 42 mieszkańców.
Według danych ze spisu powszechnego przeprowadzonego w 2002 roku, Rudnik zamieszkiwało 42 osoby deklarujące następującą narodowość: 
- Macedończycy – 37 (88,09%)
- Serbowie – 5 (11,91%)